# Zdislava iz Lemberka
Zdislava iz Lemberka ili Zdislava Berka (Křižanov, oko 1215. – Jablonné v Podještědí, 1. siječnja 1252.) bila je češka dominikanka. Katolička Crkva štuje ju kao sveticu.

## Životopis
Rođena je oko 1215. u Křižanovu u Moravskoj u plemićkoj obitelji. Sa 17 godina udala za Havela, gospodara dvorca Lemberk, s kojim je imala četvero djece.
Ubrzo je došla u kontakt s dominikancima koji su tek stigli u Češku. Postala je njihova dobročiniteljica te je s mužem osnovala dva samostana. Kasnije je i sama postala trećoredica dominikanskog reda.
Umrla je 1252. godine u Jablonnu, a pokopana je u mjesnom samostanu.

## Štovanje
Blaženom ju je proglasio 28. kolovoza 1907. papa Pio X. Svetom ju je proglasio, s Ivanom Sarkanderom, 21. svibnja 1995., papa Ivan Pavao II. na svečanosti u Olomoucu.
Njoj u čast nosi ime asteroid 5275 Zdislava.
Spomendan joj se slavi 1. siječnja.

### Mrežna sjedišta
- Zdislava di Lembert (talijanski). Službene stranice Dikasterija za kauze svetaca. Pristupljeno 5. veljače 2025.

## Vanjske poveznice
Ostali projekti
|  | Zajednički poslužitelj ima još gradiva o temi Zdislava iz Lemberka |